# REV3L
A reverziómentes 3-szerű fehérje (REV3L), más néven DNS-polimeráz ζ, katalitikus alegység (POLZ) a REV3L gén által kódolt enzim.
A REV3 alegység a REV7-tel együtt alkotja a B családbeli Pol ζ-t. Ez közepes hűségű polimeráz 3’–5’-exonukleázaktivitás nélkül. Nem képes a DNS-léziókból hozzáadni nukleotidot, de képes terminális hibájú primereket bővíteni. Így a Pol ζ nagyon fontos a transzléziós szintézisben, mivel más TLS-polimerázokkal együtt tud működni, melyek a lézión át is tudnak nukleotidot adni a lézió áthidalásához. A legtöbb polimeráz nehezen tud bővíteni hibás egyezéseket, mivel nem kötnek megfelelően a hibás DNS-hez. Így a sejt halál helyett élhet egy mutációval, mely hátrányos lehet, így a Pol ζ az evolúciót hajtja.
Az emlős-REV3L 3130 aminosavból áll.

## Expresszió
Normál és rosszindulatú humán szövetek egyaránt nagy mennyiségben expresszálják.
2 izoformája keletkezik alternatív splicing révén.

## Funkció
A REV3L-ből és a REV7-ből álló DNS-polimeráz ζ hibákra képes transzléziós szintézist végez. A DNS-javításban való fontosságát jelzi, hogy a REV3L hiánya egérben embrionális letalitást okoz. A REV3L hibái genominstabilitást okoznak, és összefüggnek a sejthalállal és a szeneszcenciával. Ezek alapján a DNS-polimeráz ζ célzása a rákterápiában fontos lehet, azonban az ezzel összefüggő kromoszómainstabilitás is figyelembe veendő.
A Pol ζ alapvetően nem megfelelően működő repliszóma esetén aktiválódik.

## Klinikai jelentőség
A gyomorrákot okozó N-metil-N’-nitro-N-nitrozoguanidin az expresszióját növeli.
Az ultraibolya sugárzás vagy a benzo[a]piréndiol-epoxid okozta DNS-léziókon túli szintézishez fontos a REV3L.

## Kölcsönhatások
A REV3L kölcsönhat a MAD2L2-vel, létrehozva a DNS-polimeráz ζ-t.
REV1-gyel is komplexet alkot, azonban a hREV1–hREV3–hREV7 komplex nem stabil.